# Euzebiusz Smolarek
Euzebiusz Łukasz Smolarek znany również jako Ebi (ur. 9 stycznia 1981 w Łodzi) – polski piłkarz, który występował na pozycji pomocnika lub napastnika i działacz piłkarski. Syn Włodzimierza Smolarka.
W latach 2002–2010 reprezentant Polski w piłce nożnej. Uczestnik Mistrzostw Świata 2006 oraz Mistrzostw Europy 2008.
Wychowanek Feyenoordu, z którym w sezonie 2001/02 sięgnął po Puchar UEFA. Następnie zawodnik takich klubów jak: Borussia Dortmund, Racing Santander, Bolton Wanderers, AO Kawala, Polonia Warszawa, Al-Khor, ADO Den Haag czy Jagiellonia. W latach 2005, 2006 i 2007 zwycięzca plebiscytu tygodnika „Piłka Nożna” w kategorii Piłkarz Roku (jako pierwszy polski piłkarz w historii, uczynił to trzy razy z rzędu). Laureat Wiktora 2007 w kategorii Najpopularniejszy sportowiec. Od 4 kwietnia 2019 prezes zarządu Polskiego Związku Piłkarzy.

## Kariera klubowa
Życiorys Euzebiusza Smolarka został w głównej mierze ukształtowany przez sportową karierę jego ojca, Włodzimierza, który w lipcu 1986 – po zakończeniu turnieju finałowego Mistrzostw Świata – przeszedł z Widzewa Łódź do Eintrachtu Frankfurt. Do Niemiec wyemigrował z żoną oraz obydwoma synami – starszym Mariuszem oraz pięcioletnim Euzebiuszem. We Frankfurcie rozpoczęła się przygoda z piłką nożną młodego Euzebiusza, bowiem podjął on treningi w dziecięcym zespole klubu ojca.

### Feyenoord
Jego pasja nabrała rozpędu w czerwcu 1988, gdy Smolarek senior przeprowadził się do Holandii, by reprezentować barwy Feyenoordu. Do jego szkółki piłkarskiej rodzice zapisali również Ebiego, który z racji odziedziczonego talentu czynił regularne postępy. Dlatego też został on dość wcześnie wypożyczony do filialnego zespołu Feyenoordu – Spirit uit Ouderkerk aan den IJssel. Również tam szybko zwrócił na siebie uwagę trenerów i w sezonie 2000/2001 znalazł się w kadrze I drużyny seniorskiej Feyenoordu Rotterdam, zdobywając z nim wicemistrzostwo kraju. Ceniony za wyszkolenie techniczne i waleczność, jako szesnastolatek dostał propozycję gry w holenderskiej młodzieżówce, ale ostatecznie zdecydował się reprezentować barwy Polski.
Po niezwykle udanym premierowym sezonie w profesjonalnym futbolu – w którym dodatkowo zadebiutował w europejskich pucharach (zarówno w Lidze Mistrzów, jak i Pucharze UEFA) – nieźle rozpoczął również kolejny, stale umacniając swą pozycję w zespole. Jednak w marcu 2002 nieszczęśliwie doznał skomplikowanej kontuzji kolana, która wyeliminowała go z gry przez 15 miesięcy. Z tego powodu nie dane mu było wystąpić w zwycięskim (3:2) dla Feyenoordu finale Pucharu UEFA sezonu 2001/2002 na De Kuip przeciwko Borussii Dortmund, jednak swój wkład w ów sukces niewątpliwie posiadał. Dodatkowo, w kwietniu 2002 został zdyskwalifikowany na 6 miesięcy przez UEFA za rzekome zażywanie marihuany (winy mu jednak nigdy nie udowodniono). Absencja spowodowana karnym zawieszeniem pokryła się z niemożnością gry z racji urazu, jednak po powrocie na boisko nie udało mu się odzyskać formy. Z tego powodu cały sezon 2002/2003 może uznać za najbardziej nieudany w swej karierze.

### Kolejne kluby
W kolejnym sezonie wiodło mu się o wiele lepiej, Ebi okazał się bowiem jednym z najlepszych strzelców w swojej drużynie. Odejście Berta van Marwijka ze stanowiska szkoleniowca Feyenoordu oznaczało jednak dla Smolarka początek kryzysu. Dlatego 18 stycznia 2005 został bezgotówkowo wypożyczony na pół roku (do końca sezonu 2004/2005) do Borussii Dortmund (ściągnął go tam van Marwijk). 24 sierpnia 2007 został za 4,8 mln euro wytransferowany z Borussii do Racingu Santander. Zadebiutował w nim już 26 sierpnia 2007 bezbramkowo zremisowanym meczem z FC Barcelona (wszedł na boisko w 55 min. zmieniając Ivana Bolado, a już w 67 min. ujrzał czerwoną kartkę). 7 października 2007 zdobył swego pierwszego gola w barwach tego klubu, w spotkaniu przeciwko Real Valladolid (na 1:0) i był to pierwszy gol Polaka w lidze hiszpańskiej od czasu trafienia Wojciecha Kowalczyka – 22 czerwca 1997.
W wyniku zmian personalnych w hiszpańskim klubie w lecie 2008 roku Ebi, musiał szukać nowego klubu. Początkowo krążyły plotki o jego transferze do Wisły Kraków, także klubów z Francji, Rosji, Grecji, Portugalii czy Anglii, a w tym takie zespoły jak SL Benfica czy Olympiakos SFP. Podjął on jednak rozmowy z francuskim klubem Toulouse FC, której warunki nie zostały zaakceptowane przez polskiego zawodnika. 30 sierpnia 2008 roku Ebi został wypożyczony na 12 miesięcy do angielskiego klubu Bolton Wanderers. Początkowo do Racingu w zamian za Smolarka miał trafić Portugalczyk Ricardo Vaz Tê, jednak pozostał on w angielskim klubie. Sezon 2008/2009 był bez wątpienia jednym z najgorszych sezonów Ebiego w całej karierze. W Boltonie grał bardzo mało, tylko raz wystąpił w podstawowej jedenastce, większość meczów rozpoczynał z ławki rezerwowych, a nawet na niej często brakowało dla niego miejsca. 10 sierpnia 2009 roku klub doszedł do porozumienia z piłkarzem w sprawie rozwiązania kontraktu.
Po odejściu Polaka z Racingu pojawiły się oferty m.in. z niemieckiego Hamburgera SV. 14 grudnia związał się dwuipółletnią umową z greckim AO Kawala. W AO Kawala zadebiutował 5 stycznia 2010 roku w zremisowanym meczu z Levadiakosem. Pierwsze bramki dla „Niebieskich Argonautów” strzelił 14 lutego w meczu z Panathinaikosem Ateny. W dniu 25 lipca 2010 roku rozwiązał kontrakt.

### Polonia Warszawa

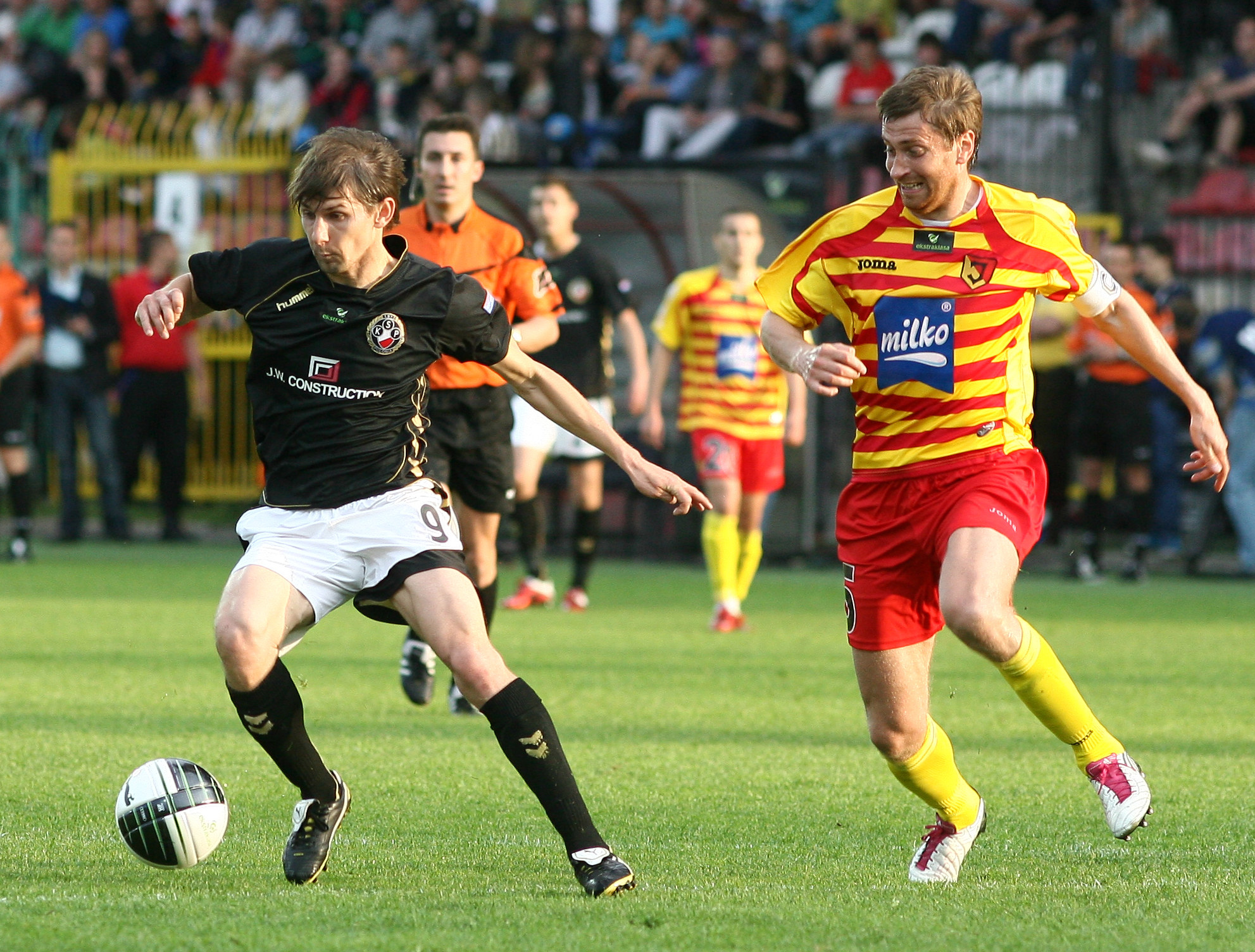
Euzebiusz Smolarek i Andrius Skerla

27 lipca 2010 Smolarek po przejściu badań medycznych podpisał dwuletni kontrakt z Polonią Warszawa. 6 sierpnia 2010 roku Smolarek zadebiutował w wygranym przez Polonię meczu z górnikiem Zabrze (2:0), zmieniając w 75 minucie meczu Daniela Gołębiewskiego. 13 sierpnia 2010 roku w spotkaniu derbowym z Legią Warszawa Smolarek strzelił swojego pierwszego gola w polskiej Ekstraklasie. Potem zdobywał jeszcze bramki w spotkaniach z Zagłębiem Lubin i Ruchem Chorzów. Po obiecującym początku Ebiego dopadł kryzys formy. Trzy gole zdobyte w rundzie jesiennej Ekstraklasy nie satysfakcjonowały prezesa Polonii Warszawa Józefa Wojciechowskiego. Okres przygotowawczy do rundy wiosennej piłkarz przepracował solidnie. Zdobywał bramki w meczach sparingowych, jednak po słabym początku rundy rewanżowej nowy trener zespołu Piotr Stokowiec zdecydował o przeniesieniu piłkarza do juniorskiej drużyny klubu, występującej w rozgrywkach Młodej Ekstraklasy. Jednakże po krótkim pobycie na ławce trenerskiej Piotra Stokowca nowym trenerem Polonii został Jacek Zieliński, który z powrotem przywrócił Euzebiusza Smolarka do seniorskiej drużyny. Po sezonie 2010/2011 nie porozumiał się z prezesem Józefem Wojciechowskim co do zarobków, dlatego został zesłany do tzw. „Klubu Kokosa”. Pod koniec lipca 2011 rozwiązał kontrakt z warszawskim klubem.

### Al-Khor

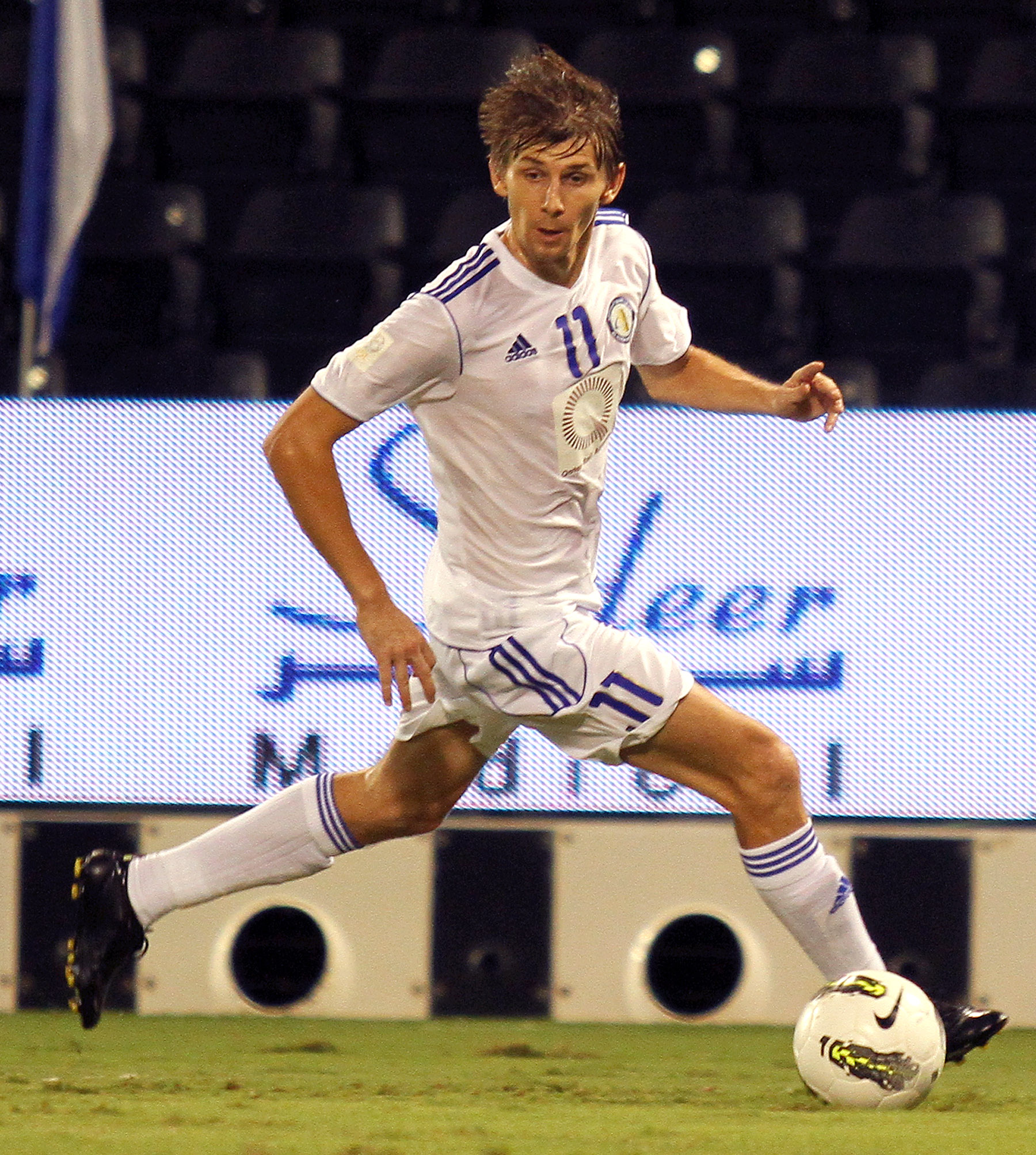
Smolarek w barwach Al-Khor

Tydzień po opuszczeniu Polonii, Smolarek podpisał dwuletni kontrakt z katarskim Al-Khor. W 10 meczach rundy jesiennej zdobył trzy bramki. Na początku stycznia kontrakt Smolarka został rozwiązany za porozumieniem stron. Piłkarz rozpoczął poszukiwania nowego klubu. Wyjechał do Turcji na zgrupowanie Uralu Swierdłowska Oblast, jednak strony nie doszły do porozumienia w sprawie długości ewentualnej umowy.

### ADO Den Haag
31 stycznia 2012 w ostatnim dniu zimowego okna transferowego piłkarz podpisał kontrakt z holenderskim ADO Den Haag. Był to tym samym powrót Smolarka do ligi holenderskiej po 7 latach. Zadebiutował w nim 8 lutego 2012 roku – w przegranym 0:6 meczu z AZ Alkmaar wszedł na boisko w 68 minucie. 7 marca za porozumieniem stron Smolarek rozwiązał kontrakt z klubem z siedzibą w Hadze. W letnim okienku transferowym brał udział w testach w kolejnym holenderskim zespole NAC Breda.

### Jagiellonia Białystok
12 września 2012 Euzebiusz Smolarek związał się rocznym kontraktem z Jagiellonią Białystok. W czerwcu 2013 poinformowano o odejściu zawodnika z klubu.

## Kariera reprezentacyjna

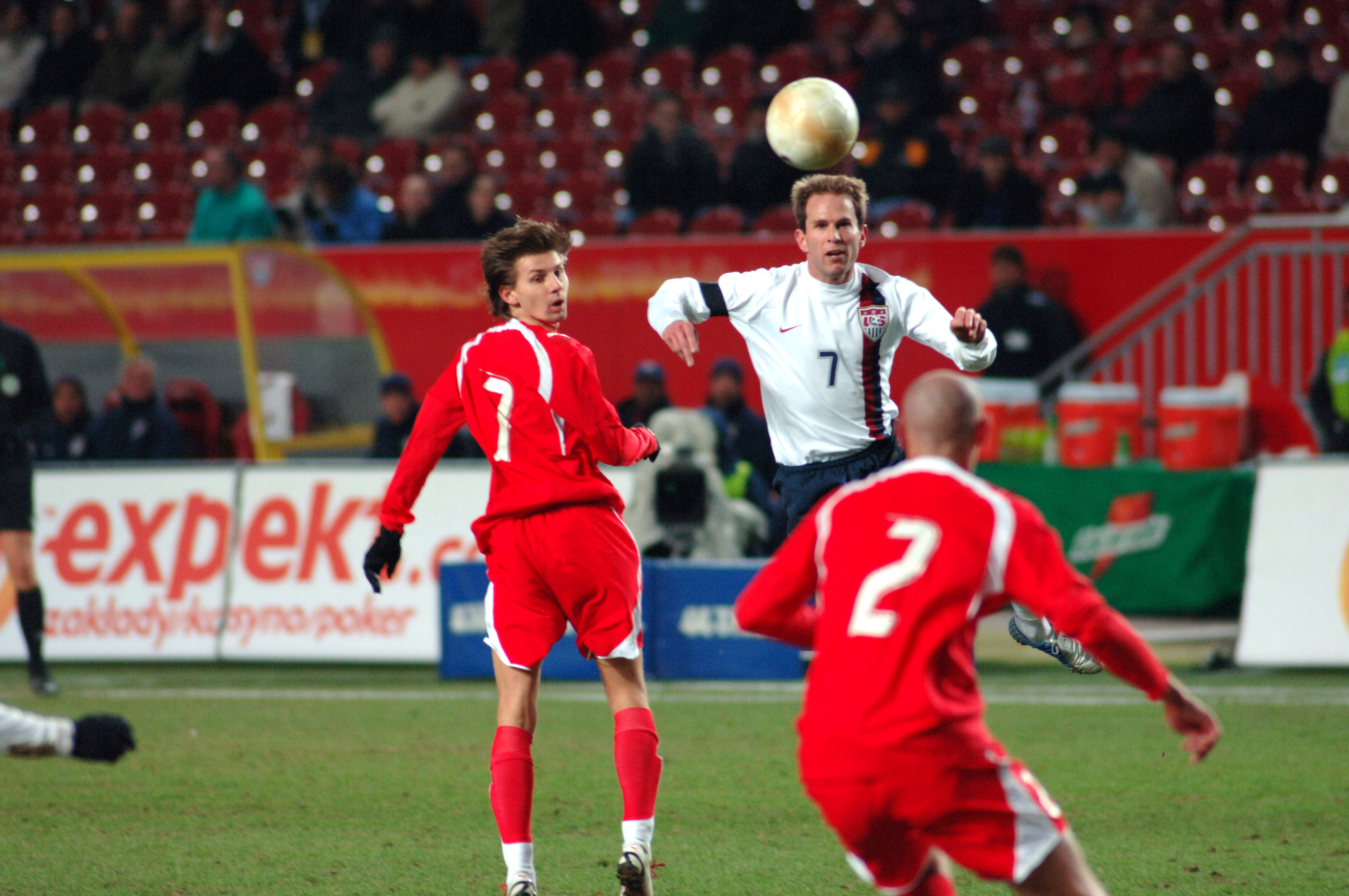
Ebi Smolarek (z lewej) podczas meczu Polska – USA (1:0) w Kaiserslautern (1 marca 2006).

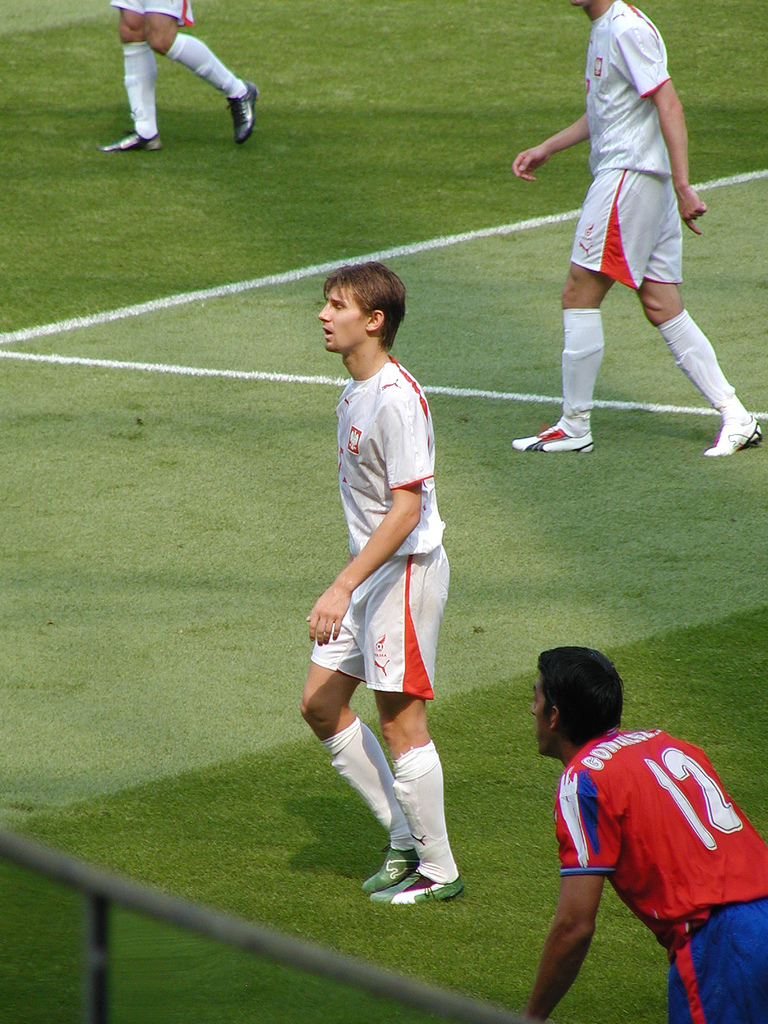
Smolarek podczas meczu Polska – Kostaryka (2:1) na Mistrzostwach Świata w 2006 roku.

Już od najwcześniejszego dzieciństwa Smolarek junior marzył o grze w reprezentacji Polski, na co wpływ miała przede wszystkim gra jego ojca w narodowych barwach i liczne sukcesy, które odnosił wraz z kadrą. By mieć szanse zrealizowania swych pragnień Ebi jako nastolatek odmówił KNVB występów w reprezentacji Holandii.
Swe pierwsze powołanie do zespołu biało-czerwonych otrzymał od Jerzego Engela na towarzyskie spotkanie przeciwko Irlandii Północnej w cypryjskim Limassol. Debiut w kadrze udało się zaliczyć już za pierwszym razem, bowiem 13 lutego 2002 na stadionie Tsirion Athlitiko Kentro wszedł na boisko w wygranym 4:1 meczu właśnie przeciwko popularnym Norn Iron (35 dni po 21 urodzinach). Mimo sporej hermetyczności ówczesnej drużyny narodowej i zaledwie jednego w niej występu miał szanse znalezienia się w 23-osobowej kadrze na finały Mistrzostw Świata 2002, jednak uniemożliwiła to – doznana w marcu – przewlekła kontuzja kolana.
Na kolejne powołanie przyszło mu czekać ponad 2 lata – do 31 marca 2004, gdy obowiązki selekcjonera pełnił już Paweł Janas. To właśnie dzięki niemu dostał możliwość udziału w swej pierwszej wielkiej imprezie, otrzymując nominację na finały Mistrzostw Świata 2006, będąc zarazem jednym z liderów ekipy. Wcześniej zdobył dla biało-czerwonych swego premierowego gola – 3 września 2005 na chorzowskim Stadionie Śląskim w meczu eliminacji MŚ'2006 przeciwko Austrii.
Podczas mundialu zagrał we wszystkich 3 meczach, jednak Polacy odpadli już po fazie grupowej. W związku z tym Janasa na stanowisku trenera zastąpił Leo Beenhakker, którego Smolarek doskonale znał z Feyenoordu. 11 października 2006 w wygranym 2:1 spotkaniu eliminacji Mistrzostw Europy 2008 z Portugalią strzelił 2 gole, stając się „ojcem triumfu”, ulubieńcem polskich kibiców i niekwestionowaną gwiazdą zespołu. Swój kunszt potwierdził 13 października 2007, zaliczając w przeciągu zaledwie 9 minut pierwszy klasyczny hat-trick dla reprezentacji i dając jej wygraną 3:1 w niezwykle ważnym pojedynku z Kazachstanem. 17 listopada 2007 dwie bramki Ebiego dały Polsce zwycięstwo 2:0 nad Belgią i przypieczętowały pierwszy w historii awans do finałów Mistrzostw Europy.
Podczas finałów Euro 2008 Ebi zagrał we wszystkich trzech meczach, lecz nie zdobył żadnej bramki, a Polska odpadła już w fazie grupowej zdobywając tylko jeden punkt w meczu z Austrią (1:1). Po meczu ze Słowenią 9 września 2009 Ebi długo nie występował w kadrze przez swoje problemy klubowe. Po kilku występach w polskiej ekstraklasie Franciszek Smuda 23 sierpnia 2010 roku znowu powołał Smolarka do kadry narodowej na mecze towarzyskie z Ukrainą i Australią.

## Kariera trenerska
W 2014 roku przez kilka miesięcy był trenerem jednej z grup młodzieżowych Feyenoordu.

## Statystyki

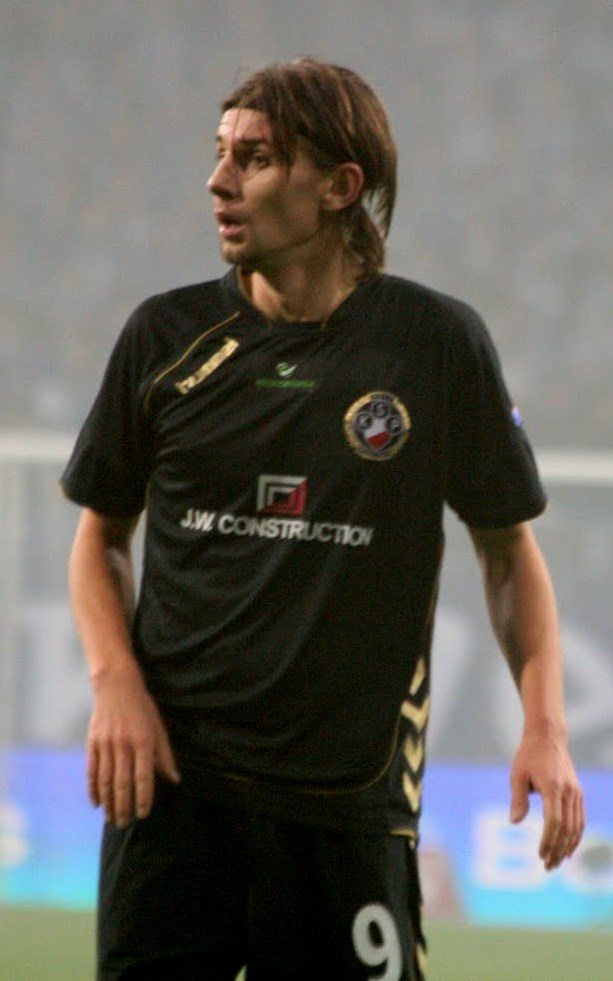
Ebi w barwach Polonii Warszawa w meczu z Lechem Poznań (10 listopada 2010).

### Kariera klubowa
Stan na 12 sierpnia 2013.
| Klub                  | Sezon       | Liga             | Liga  | Liga   | Puchary krajowe | Puchary krajowe | Puchary europejskie | Puchary europejskie | Suma  | Suma   |
| Klub                  | Sezon       | Liga             | Mecze | Bramki | Mecze           | Bramki          | Mecze               | Bramki              | Mecze | Bramki |
| --------------------- | ----------- | ---------------- | ----- | ------ | --------------- | --------------- | ------------------- | ------------------- | ----- | ------ |
| Feyenoord             | 2000/01     | Eredivisie       | 25    | 3      | 0               | 0               | 0                   | 0                   | 25    | 3      |
| Feyenoord             | 2001/02     | Eredivisie       | 19    | 2      | 0               | 0               | 7                   | 0                   | 26    | 2      |
| Feyenoord             | 2002/03     | Eredivisie       | 0     | 0      | 0               | 0               | 0                   | 0                   | 0     | 0      |
| Feyenoord             | 2003/04     | Eredivisie       | 21    | 7      | 0               | 0               | 0                   | 0                   | 21    | 7      |
| Feyenoord             | 2004/05 (j) | Eredivisie       | 3     | 0      | 0               | 0               | 0                   | 0                   | 3     | 0      |
| Feyenoord             | W sumie     | W sumie          | 68    | 12     | 0               | 0               | 7                   | 0                   | 75    | 12     |
| Borussia Dortmund     | 2004/05     | Bundesliga       | 15    | 3      | 0               | 0               | 0                   | 0                   | 15    | 3      |
| Borussia Dortmund     | 2005/06     | Bundesliga       | 34    | 13     | 1               | 0               | 0                   | 0                   | 34    | 13     |
| Borussia Dortmund     | 2006/07     | Bundesliga       | 30    | 9      | 2               | 0               | 0                   | 0                   | 30    | 9      |
| Borussia Dortmund     | 2007/08 (j) | Bundesliga       | 2     | 0      | 1               | 1               | 0                   | 0                   | 3     | 1      |
| Borussia Dortmund     | W sumie     | W sumie          | 80    | 25     | 4               | 1               | 0                   | 0                   | 84    | 26     |
| Racing Santander      | 2007/08     | Primera Division | 34    | 4      | 5               | 2               | 0                   | 0                   | 39    | 6      |
| Bolton Wanderers      | 2008/09     | Premier League   | 12    | 0      | 1               | 1               | 0                   | 0                   | 13    | 1      |
| AO Kawala             | 2009/10     | Super League     | 15    | 3      | 1               | 0               | 0                   | 0                   | 16    | 3      |
| Polonia Warszawa      | 2010/11     | Ekstraklasa      | 23    | 7      | 3               | 0               | 0                   | 0                   | 26    | 7      |
| Al-Khor               | 2011/12     | Q-League         | 12    | 4      | 1               | 1               | 0                   | 0                   | 13    | 5      |
| ADO Den Haag          | 2011/12     | Eredivisie       | 12    | 2      | 0               | 0               | 0                   | 0                   | 12    | 2      |
| Jagiellonia Białystok | 2012/13     | Ekstraklasa      | 20    | 4      | 3               | 1               | 0                   | 0                   | 23    | 5      |
| Ogółem                | Ogółem      | Ogółem           | 268   | 57     | 18              | 7               | 7                   | 0                   | 293   | 64     |

### Kariera reprezentacyjna
| Występy w reprezentacji Polski | Występy w reprezentacji Polski | Występy w reprezentacji Polski                 | Występy w reprezentacji Polski | Występy w reprezentacji Polski | Występy w reprezentacji Polski |
| Lp.                            | Data                           | Stadion, miasto                                | Przeciwnik                     | Wynik                          | Zdobyte bramki                 |
| ------------------------------ | ------------------------------ | ---------------------------------------------- | ------------------------------ | ------------------------------ | ------------------------------ |
| 1                              | 13.02.2002                     | Tsirion Athlitiko Kentro, Limassol             | Irlandia Północna              | 4:1                            |                                |
| 2                              | 31.03.2004                     | Stadion im. Kazimierza Górskiego, Płock        | Stany Zjednoczone              | 0:1                            |                                |
| 3                              | 28.04.2004                     | Stadion im. Zdzisława Krzyszkowiaka, Bydgoszcz | Irlandia                       | 0:0                            |                                |
| 4                              | 26.03.2005                     | Stadion Wojska Polskiego, Warszawa             | Azerbejdżan                    | 8:0                            |                                |
| 5                              | 17.08.2005                     | Stadion Walerego Łobanowskiego, Kijów          | Izrael                         | 3:2                            |                                |
| 6                              | 03.09.2005                     | Stadion Śląski, Chorzów                        | Austria                        | 3:2                            | 13'                            |
| 7                              | 07.09.2005                     | Stadion Wojska Polskiego, Warszawa             | Walia                          | 1:0                            |                                |
| 8                              | 07.10.2005                     | Stadion Wojska Polskiego, Warszawa             | Islandia                       | 3:2                            | 64'                            |
| 9                              | 12.10.2005                     | Old Trafford, Manchester                       | Anglia                         | 1:2                            |                                |
| 10                             | 13.11.2005                     | El Miniestadi, Barcelona                       | Ekwador                        | 3:0                            | 58'                            |
| 11                             | 01.03.2006                     | Fritz-Walter-Stadion, Kaiserslautern           | Stany Zjednoczone              | 0:1                            |                                |
| 12                             | 30.05.2006                     | Stadion Śląski, Chorzów                        | Kolumbia                       | 1:2                            |                                |
| 13                             | 03.06.2006                     | Volkswagen-Arena, Wolfsburg                    | Chorwacja                      | 1:0                            | 54'                            |
| 14                             | 09.06.2006                     | Veltins-Arena, Gelsenkirchen                   | Ekwador                        | 0:2                            |                                |
| 15                             | 14.06.2006                     | Signal Iduna Park, Dortmund                    | Niemcy                         | 0:1                            |                                |
| 16                             | 20.06.2006                     | AWD-Arena, Hanower                             | Kostaryka                      | 2:1                            |                                |
| 17                             | 16.08.2006                     | Fionia Park, Odense                            | Dania                          | 0:2                            |                                |
| 18                             | 02.09.2006                     | Stadion im. Zdzisława Krzyszkowiaka, Bydgoszcz | Finlandia                      | 1:3                            |                                |
| 19                             | 07.10.2006                     | Stadion Ortałyk, Ałmaty                        | Kazachstan                     | 1:0                            | 52'                            |
| 20                             | 11.10.2006                     | Stadion Śląski, Chorzów                        | Portugalia                     | 2:1                            | 9', 18'                        |
| 21                             | 15.11.2006                     | Stadion Króla Baudouina I, Bruksela            | Belgia                         | 1:0                            |                                |
| 22                             | 02.06.2007                     | Stadion Republikański, Baku                    | Azerbejdżan                    | 3:1                            | 63'                            |
| 23                             | 06.06.2007                     | Stadion Hrazdan, Erywań                        | Armenia                        | 0:1                            |                                |
| 24                             | 08.09.2007                     | Estádio da Luz, Lizbona                        | Portugalia                     | 2:2                            |                                |
| 25                             | 12.09.2007                     | Stadion Olimpijski, Helsinki                   | Finlandia                      | 0:0                            |                                |
| 26                             | 13.10.2007                     | Stadion Wojska Polskiego, Warszawa             | Kazachstan                     | 3:1                            | 56', 64', 65'                  |
| 27                             | 17.11.2007                     | Stadion Śląski, Chorzów                        | Belgia                         | 2:0                            | 45', 50'                       |
| 28                             | 06.02.2008                     | Stadion Gymnastic Club Evagoras, Larnaka       | Czechy                         | 2:0                            |                                |
| 29                             | 26.03.2008                     | Stadion im. Henryka Reymana, Kraków            | Stany Zjednoczone              | 0:3                            |                                |
| 30                             | 27.05.2008                     | Stadion an der Kreuzeiche, Reutlingen          | Albania                        | 1:0                            |                                |
| 31                             | 01.06.2008                     | Stadion Śląski, Chorzów                        | Dania                          | 1:1                            |                                |
| 32                             | 08.06.2008                     | Wörthersee Stadion, Klagenfurt                 | Niemcy                         | 0:2                            |                                |
| 33                             | 12.06.2008                     | Ernst-Happel-Stadion, Wiedeń                   | Austria                        | 1:1                            |                                |
| 34                             | 16.06.2008                     | Wörthersee Stadion, Klagenfurt                 | Chorwacja                      | 0:1                            |                                |
| 35                             | 20.08.2008                     | Stadion Ukraina, Lwów                          | Ukraina                        | 0:1                            |                                |
| 36                             | 11.09.2008                     | Stadion Olimpijski w Serravalle, Serravalle    | San Marino                     | 2:0                            | 36'                            |
| 37                             | 11.10.2008                     | Stadion Śląski, Chorzów                        | Czechy                         | 2:1                            |                                |
| 38                             | 15.10.2008                     | Tehelné pole, Bratysława                       | Słowacja                       | 1:2                            | 70'                            |
| 39                             | 11.02.2009                     | Vila Real de Santo António                     | Walia                          | 1:0                            |                                |
| 40                             | 01.04.2009                     | Stadion Miejski w Kielcach, Kielce             | San Marino                     | 10:0                           | 18', 72, 81'                   |
| 41                             | 12.08.2009                     | Stadion im. Zdzisława Krzyszkowiaka, Bydgoszcz | Grecja                         | 2:0                            |                                |
| 42                             | 05.09.2009                     | Stadion Śląski, Chorzów                        | Irlandia Północna              | 1:1                            |                                |
| 43                             | 09.09.2009                     | Stadion Ljudski vrt, Maribor                   | Słowenia                       | 0:3                            |                                |
| 44                             | 04.09.2010                     | Stadion Widzewa Łódź, Łódź                     | Ukraina                        | 1:1                            |                                |
| 45                             | 07.09.2010                     | Stadion im. Henryka Reymana, Kraków            | Australia                      | 1:2                            |                                |
| 46                             | 12.10.2010                     | Stadion Saputo, Montreal                       | Ekwador                        | 2:2                            | 61'                            |
| 47                             | 17.11.2010                     | Stadion Miejski w Poznaniu, Poznań             | Wybrzeże Kości Słoniowej       | 3:1                            |                                |

## Sukcesy

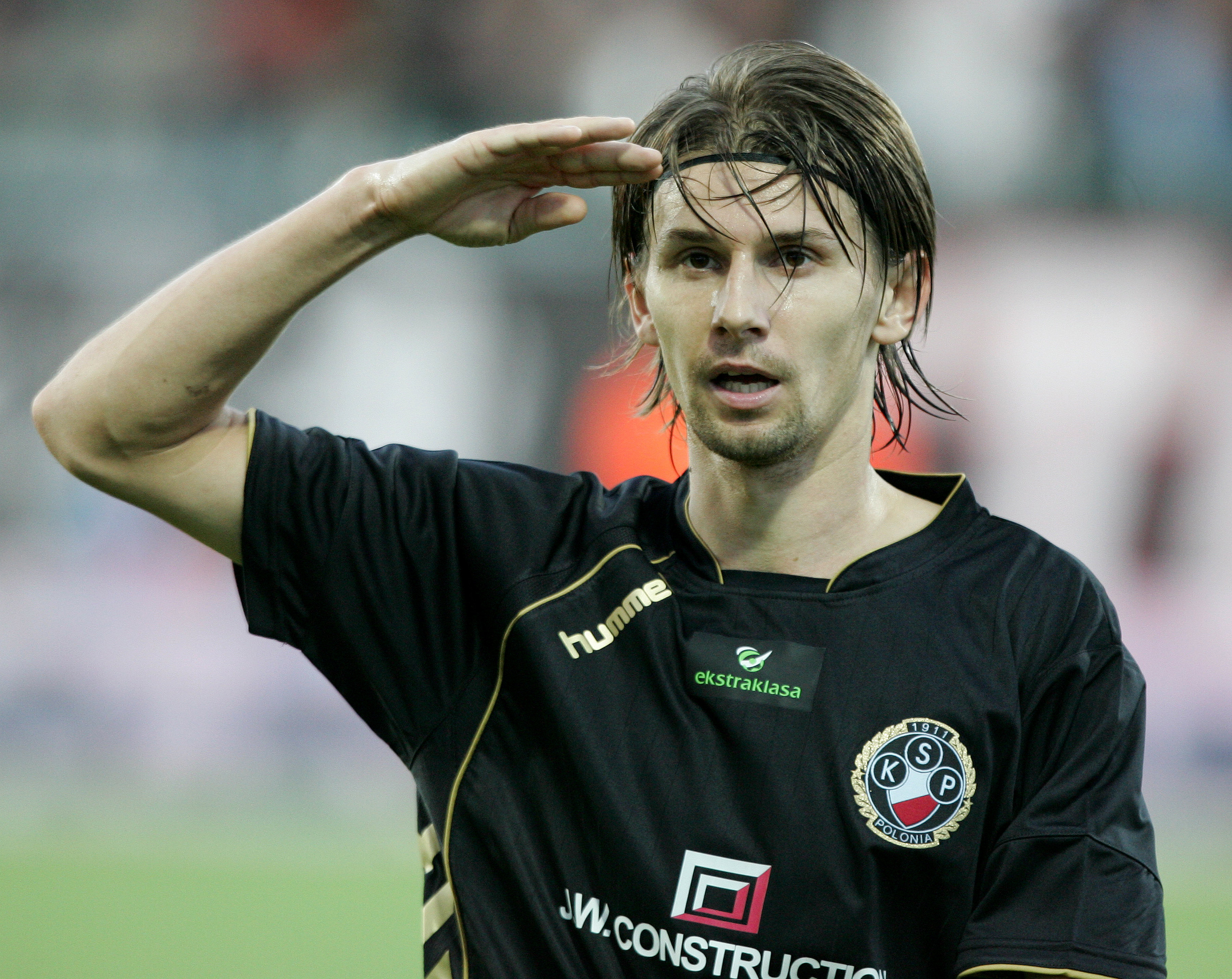
Ebi Smolarek salutuje, wykonując charakterystyczną dla siebie cieszynkę po zdobyciu bramki (2010).

### Klubowe
Feyenoord
- Puchar UEFA: 2001/2002

### Indywidualne
- Piłkarz Roku w plebiscycie Piłki Nożnej: 2005, 2006, 2007
- Wiktor w kategorii Najpopularniejszy Sportowiec: 2007

## Życie prywatne
Jest jednym z dwóch synów Zdzisławy i Włodzimierza Smolarka. Ma brata Mariusza. Jest żonaty z Holenderką Thirzą van Giessen. Mają dwóch synów: Meesa i Faasa.